# Mausohrkolonien im südlichen Landkreis Rosenheim
Mausohrkolonien im südlichen Landkreis Rosenheim este o arie protejată (arie specială de conservare — SAC, sit de importanță comunitară — SCI) din Germania întinsă pe o suprafață de 0,04 ha, integral pe uscat.

## Localizare
Centrul sitului Mausohrkolonien im südlichen Landkreis Rosenheim este situat la coordonatele 47°55′40″N 11°53′54″E / 47.9278°N 11.8983°E.

## Înființare
Situl Mausohrkolonien im südlichen Landkreis Rosenheim a fost declarat sit de importanță comunitară în noiembrie 2004 pentru a proteja 2 specii de animale. Situl a fost protejat și ca arie specială de conservare în aprilie 2016.

## Biodiversitate
Situată în ecoregiunea continentală, aria protejată nu include niciun habitat protejat.
La baza desemnării sitului se află mai multe specii protejate de  mamifere (2): liliac cărămiziu (Myotis emarginatus), liliac comun (Myotis myotis).